# Musa velutina
Espèce
Synonymes
- Musa dasycarpa Kurz[1] [2]

Musa velutina, originaire d'Assam et de l'Himalaya oriental, est appelé bananier à fourrure ou bananier à fleurs roses ; c'est une espèce de bananier ensemencé. Il est souvent cultivé comme plante ornementale.
La germination des semences peut prendre jusqu'à 6 mois. La température doit rester entre 20 et 24°. Si les fleurs sont fécondées, de petites bananes, roses et veloutées, longues de 3 à 6 cm, à pulpe blanche et graines noires, se développent. Elles sont portées par des tiges dressées avec de bractées roses foncées et des fleurs blanches-jaunes. À maturité, les fruits, à la chair douce et sucrée, sont éventuellement mangeables : leur goût est bon, mais les graines, nombreuses, sont peu agréables en bouche.

## Culture des fruits
Les bananes commercialisées proviennent des Antilles et d'Amérique centrale. Sous une peau, non veloutée, de couleur rose foncé virant au pourpre, elles présentent une chair blanche sans graines, très parfumée et sucrée, appréciée pour sa douceur. Elles se consomment crues, cuites ou flambées,.

## Galerie

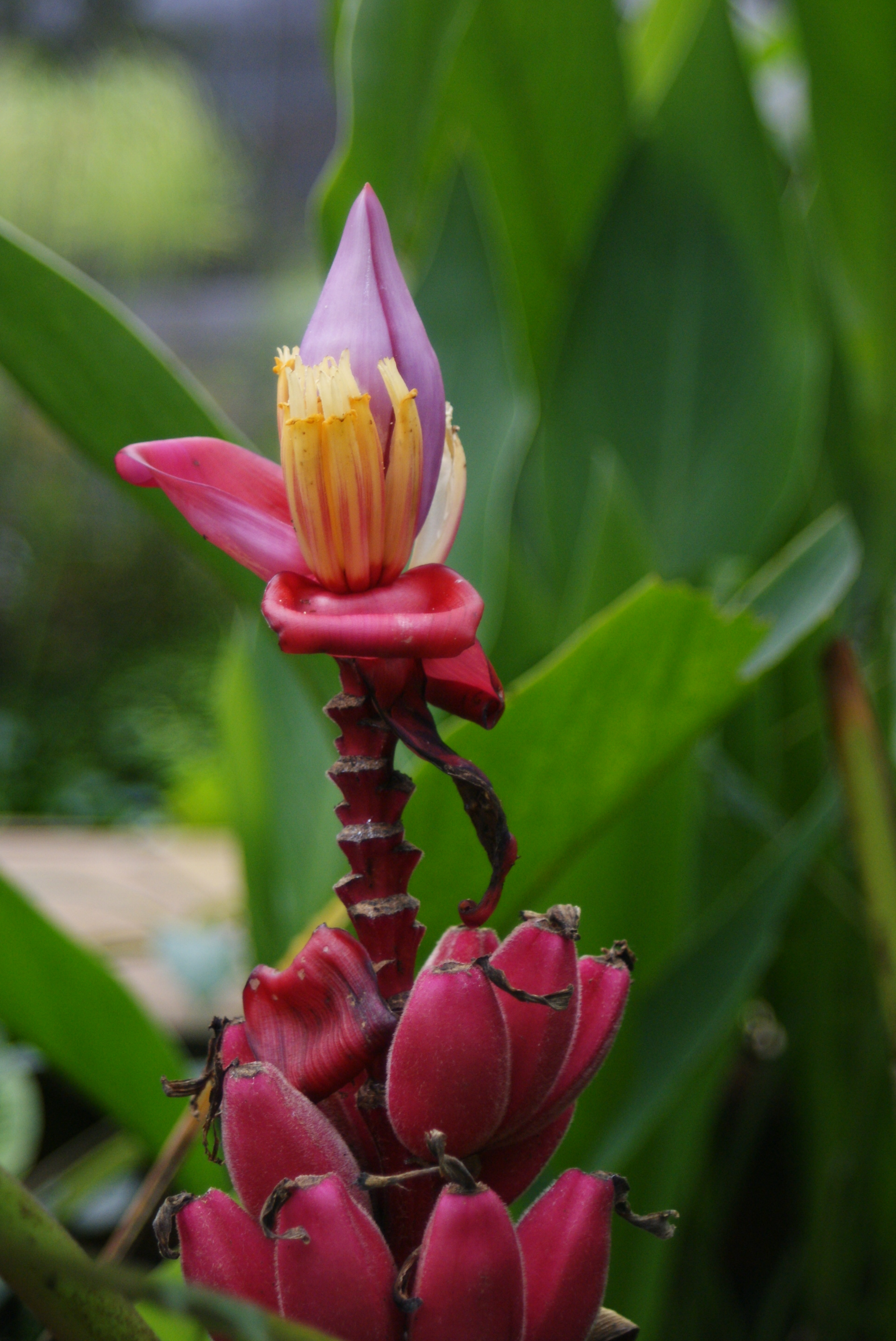
Musa velutina dans les forêts de nuages de Mindo, en Équateur.
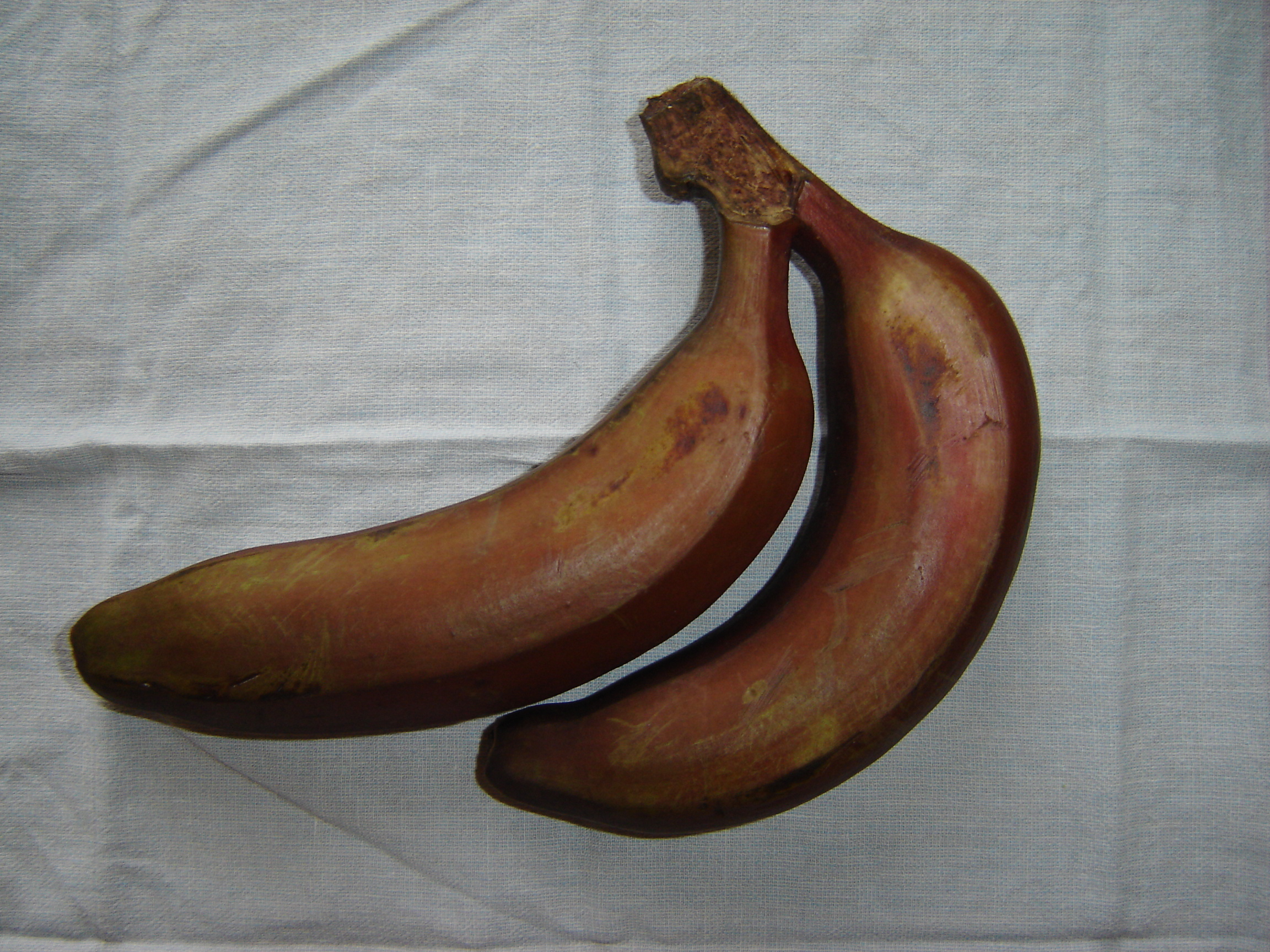
Bananes roses.

## Liste des sous-espèces
Selon Catalogue of Life (1 juin 2019) :
- sous-espèce Musa velutina subsp. markkuana M.Sabu, A.Joe & Sreejith
- sous-espèce Musa velutina subsp. velutina